# Manuel Nicolás Corpancho
Manuel Nicolás Corpancho de Alarcón (Lima, 5 de diciembre de 1830 - Mar Caribe, 13 de septiembre de 1863) fue un poeta y diplomático peruano. Representante temprano del romanticismo en el Perú, cultivó la poesía lírica, épica y dramática. Integró la llamada “bohemia” literaria, grupo denominado así por Ricardo Palma y que era una constelación de poetas románticos peruanos, de la que, además del mismo Palma, formaban parte Carlos Augusto Salaverry, José Arnaldo Márquez, Clemente Althaus, Luis Benjamín Cisneros, Juan de Arona, entre otros. 
Como diplomático fue ministro plenipotenciario en México ante el gobierno de Benito Juárez, y laboró arduamente por fortalecer los lazos entre el Perú y México en aras de la defensa continental frente a las amenazas de las potencias europeas. Tras ser expulsado por el gobierno usurpador de Maximiliano I, murió en un naufragio en el Golfo de México, hecho que le convirtió en un mártir del americanismo político, cuando apenas contaba con 32 años de edad. 

## Biografía
Hijo del médico Carlos Corpancho y de María de Alarcón, ingresó al Colegio de la Independencia (luego Facultad de Medicina San Fernando) en 1845, y aunque la voluntad de su padre era que siguiera la carrera de medicina, sintió más inclinación por la literatura. Su primera composición poética fue una Oda a América, publicada en 1847 en la revista El Ateneo Americano. En 1848 junto con un grupo de jóvenes escritores fundó el periódico literario El Semanario de Lima que no tuvo mucha duración. El 21 de enero de 1851  estrenó su drama El poeta cruzado, con gran éxito, y que fue una obra que marcó el inicio del romanticismo teatral en el Perú. Tenía entonces 20 años de edad. Como recompensa a su precoz talento, al año siguiente el gobierno de José Rufino Echenique auspició su viaje y estancia en Europa, para que se perfeccionara en su carrera de médico.
Asimismo, fue uno de los socios fundadores del Club Nacional, el cual se estableció en Lima en 1855.
A su regreso al Perú contrajo matrimonio. Fue secretario del presidente Ramón Castilla en 1857, durante la lucha contra la revolución conservadora de Manuel Ignacio de Vivanco y que terminó triunfantemente con la toma de Arequipa. En esa ocasión, auxilió a un joven moribundo en una de las trincheras tomadas, y ese moribundo era el poeta Benito Bonifaz que exhaló el alma en brazos de su amigo, según se recordaría tiempo después en la revista El Perú Ilustrado. También acompañó a Castilla durante la campaña del Ecuador. Fue elegido diputado por la provincia de Yauyos en el Congreso de 1858 a 1859. 

### Encargado de Negocios y cónsul en México
Ante la amenaza de la intervención europea en México, el presidente Castilla decidió enviar a dicha república una misión diplomática para que ofreciera y llevara la ayuda del Perú. Escogió como jefe de dicha misión a Corpancho, nombrándolo encargado de negocios y cónsul general en México (21 de noviembre de 1861).
Corpancho viajó previamente a Nueva York y Washington para contactarse con los diplomáticos mexicanos y preparar su misión. Fue recibido oficialmente por el gobierno mexicano de Benito Juárez el 16 de marzo de 1862, desplegando desde entonces una intensa y versátil actividad. Gestionó la admisión de México al Tratado Continental que en Santiago de Chile habían suscrito en 1856 el Perú, Chile y Ecuador, el mismo que contemplaba la ayuda mutua en caso de que uno de los países miembros sufriera agresiones de países extranjeros y ajenos al mundo hispanoamericano, léase europeos. 
La prueba de fuego llegó al producirse la intervención francesa en México y la posterior proclamación del emperador Maximiliano I. Corpancho protestó contra tal intromisión extranjera, siendo su apoyo tan franco y decidido a la causa nacionalista de los mexicanos, que el gobierno usurpador lo obligó a salir del país, entregándole sus pasaportes el 20 de agosto de 1863, y acusándole de una conducta en extremo hostil que siempre ha observado respecto al orden establecido y al gobierno emanado de él, abusando de su carácter oficial de un modo poco digno y conveniente, amparado con la protección del pabellón del Perú a enemigos notoriamente conocidos del gobierno. Estos enemigos eran los republicanos y nacionalistas mexicanos. Se le dio un plazo de tres días para abandonar suelo mexicano.

### Fallecimiento
Corpancho se embarcó en Veracruz el día 9 de septiembre en el vapor español México, rumbo a La Habana, con la intención de unirse luego al gobierno de Benito Juárez. Pero la nave en que viajaba, faltando solo un día para llegar a su destino, fue consumida por un incendio en el golfo de México, el día 13 de dicho mes y no se salvaron sino una mínima parte de la tripulación y alguno que otro pasajero de proa. 
Al momento de morir trágicamente, Manuel Nicolás Corpancho estaba cercano a cumplir los 33 años de edad. Su prematura muerte significó un rudo golpe para las letras peruanas.

## Obras
Escribió tres dramas: 
- El poeta cruzado (Lima, 1851), drama religioso en cuatro actos y en verso, al estilo de José Zorrilla y de asunto exótico y oriental, cuyo estreno inició en el Perú la polémica en torno al romanticismo
- El templario o los godos en Palestina (Lima, 1855), drama caballeresco en cinco actos y en verso, del mismo estilo y asunto que el anterior.
- Olaya o El barquero y el virrey (Lima, 1855), escenificación de una leyenda sobre José Olaya, el mártir de la independencia peruana, siguiendo el estilo del Duque de Rivas.

Publicó las siguientes obras poéticas: 
- Brisas del mar. Recuerdos (Lima, 1853), poesías. Una nueva edición de esta obra se hizo en 1854, incluyendo una carta del poeta dirigida a D. A. Orihuela en respuesta a sus críticas.
- Magallanes (Lima, 1853), poema épico en honor al navegante portugués, y antecedido de un juicio crítico del poeta argentino José Mármol.
- Lira patriótica del Perú (Lima, 1853), antología poética. Es una compilación de poesías de autores peruanos, preparada por Fernando Velarde. Contiene poemas inspirados para levantar el espíritu patriótico peruano cuando se temía un conflicto bélico con Bolivia.
- Ensayos poéticos (París, 1854), colección de poemas antecedida de varios juicios literarios.

Durante su estancia en México alcanzó a editar las siguientes obras:
- Poesías inéditas de Olmedo (1862), edición de las obras del poeta guayaquileño José Joaquín Olmedo.
- Ensayo literario sobre la poesía lírica en América (1862), minucioso estudio literario de los más representativos poetas hispanoamericanos.
- Flores del Nuevo Mundo (1863 y 1867), antología de poesía hispanoamericana que publicó póstumamente su amigo Vicente García Torres.

## Crítica
Corpancho compuso poemas líricos sobre el mar y el litoral a la manera de Byron y del argentino José Mármol, así como estudios literarios sobre Mariano Melgar, José Joaquín de Olmedo, etc., insistiendo siempre en una literatura nacional. Pero sus mayores logros que obtuvo en su tiempo fueron como autor dramático, aunque en sus obras teatrales fue solo imitador, tanto en temas como en composición, del Duque de Rivas y de José Zorrilla. La influencia de este último se dio también en las primeras composiciones poéticas de Ricardo Palma.
La crítica no ha sido benévola con la obra juvenil de Corpancho, es decir sus dramas y poesías líricas. Se le tachó de arbitraria y pueril; causan rechazo, por lo general, sus temas exóticos muy recurrentes. No está demás recordar que la mayor parte de sus versos los compuso antes de cumplir 25 años. Su fantasía buscaba inspiración en el pasado remoto, es decir, en la antigüedad del Virreinato o de las Cruzadas, y tenía como escenarios las lejanas Asia Menor y Palestina; a todo ello se denomina exotismo y lejanismo. Usó, por lo general, el verso octosílabo. A veces, mezcló diversos metros.